# عين الصقر (كيت بيشوب)
عين الصقر (كيت بيشوب) هي شخصية خيالية في مارفل كومكس.ظهرت الشخصية لأول مرة في 2005.